# Ormurin langi

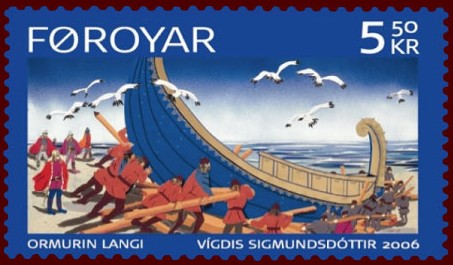
A hajó vízre bocsátása (Vígdis Sigmundsdóttir rajzai, 2006)

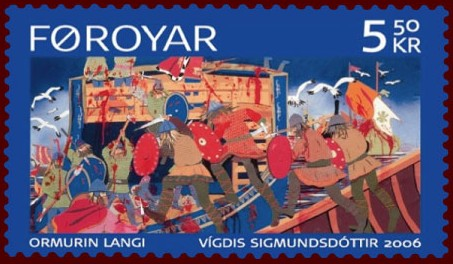
A csata

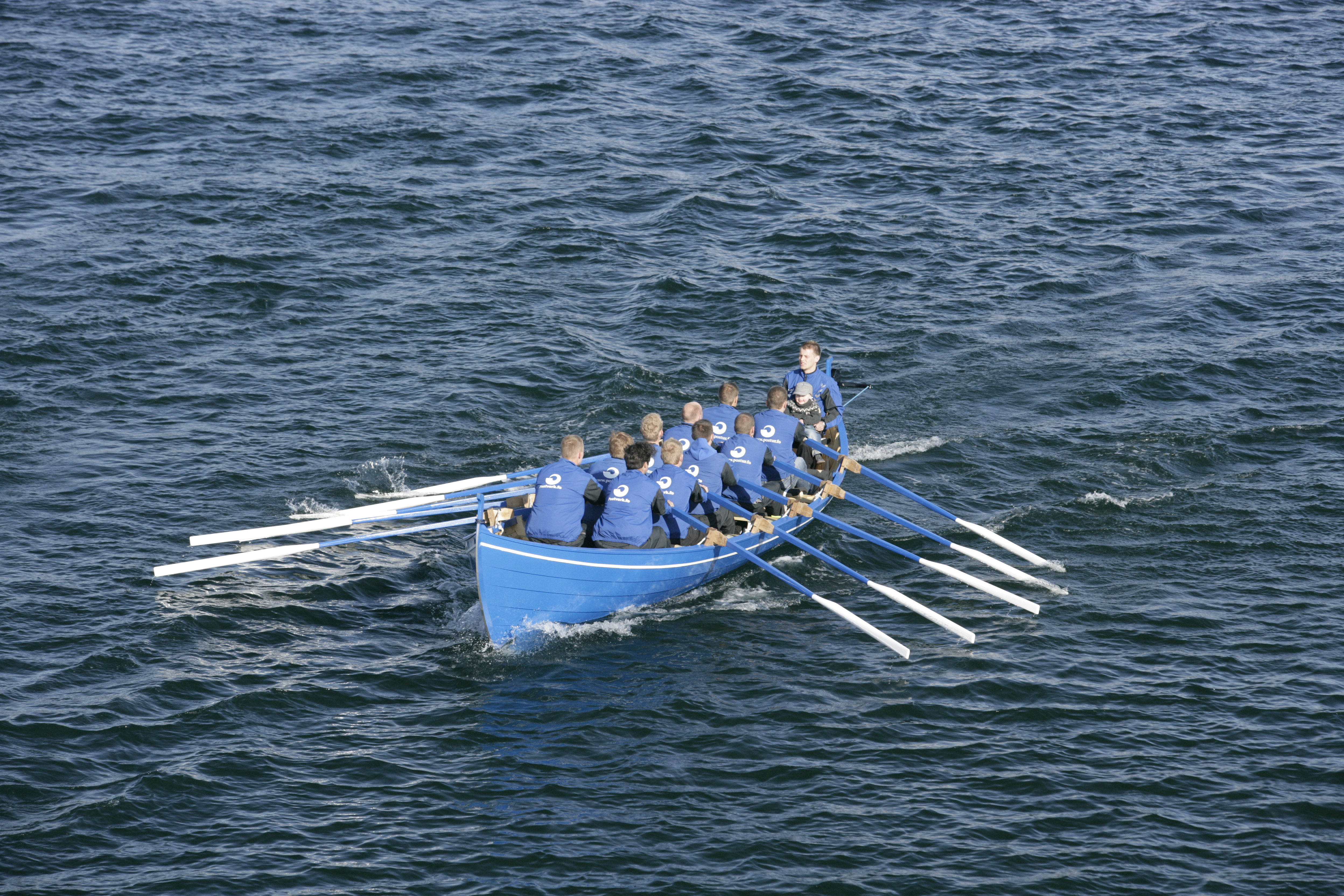
Az Ormurin Langi nevű feröeri evezős csónak

Az Ormurin langi (magyarul: hosszú kígyó) egy feröeri ballada. Jens Christian Djurhuus (1773-1853) kollafjørðuri gazda, balladagyűjtő leghíresebb műve. Jól szerkesztett, élő és logikus történetvezetésű, erőteljes költői nyelvezetű mű.

## Cselekmény
|  | Alább a cselekmény részletei következnek! |

A hosszú kígyó balladája a Heimskringla által leírt Svolder- vagy Swold-szigeti csata (1000) történetén alapszik, ahol a svéd és dán királyok a norvég Erik Håkanssonnal együtt megtámadták Olaf Tryggvason norvég királyt, aki hajóján, a Hosszú kígyón flottája élén hazafelé tartott Wendlandból Norvégiába. Olaf király visszaverte a két ellenséges király támadásait, de honfitársa fölé kerekedett. Amikor Olaf felismerte, hogy a csata elveszett, megmaradt embereivel a tengerbe vetette magát. Nem tudni, hogy a csata hol zajlott, mivel az is kérdéses, hogy létezett-e valaha Svolder nevű sziget. A balladában a költő leírása szerint a Balti-tengerről hajózik az Øresundba, ahol az ő elképzelése szerint a sziget feküdt, és a csatát a sziget és a szárazföld közötti szorosba helyezte.
|  | Itt a vége a cselekmény részletezésének! |

## Történelem
Nem tudjuk, hogy a ballada mikor keletkezett. A legrégebbi másolat 1819-ből maradt fenn, és a sanduri Jóannes í Krókitól származik. Ugyanő az 1823-ban kiadott Sandøbogen című gyűjteményében is kiadta a költőtől kapott információkkal együtt. Amikor Svend Grundtvig és Jørgen Bloch összeállította a Føroya kvæði című antológiát, ők hat másolatáról tudtak. A költő saját másolata később került elő, de keletkezésének ideje nem ismert.
Napjainkban csak Ormurin langi címmel hivatkoznak rá, de a költő maga Olaf Trygvasons kvad (Olaf Trygvason balladája) néven hivatkozott rá, és más korai másolatokban is ezzel a címmel szerepel. A hajó neve címként (Kvæðið um Ormin langa) először egy  1846-os másolatban jelent meg. Venceslaus Ulricus Hammershaimb Færøsk Anthologi című művében (1891) is már ezen a néven szerepel, akárcsak néhány évvel korábban, 1882-ben a Dimmalætting című újságban, ahol folytatásokban jelent meg.
Az egyes másolatok szövegeiben találhatók apróbb eltérések, de napjainkban a Færøsk Anthologi által tartalmazott változatot használják. A régi változatok egyébként a refrénben (és ezáltal a dallamban) is eltérnek egymástól.

## Hatása
A ballada a nemzeti kultúra része. Minden feröeri ismeri, tanítják az iskolákban, és a legtöbb ember – legalábbis aki érdeklődik a feröeri lánctánc iránt – be tud kapcsolódni az éneklésébe.
A ballada számos jelenete megelevenedik a Postverk Føroya 2006-os, tíz bélyegből álló sorozatán, amelyeket Vígdis Sigmundsdóttir rajzolt.
A balladát feldolgozta a Týr feröeri viking metal együttes azonos című számában.